# Илюшин, Александр Сергеевич
Александр Сергеевич Илюшин (20 октября 1943, Кемерово, СССР — 12 апреля 2021, Москва, Россия) — советский и российский физик, доктор физико-математических наук (1990), заведующий кафедрой физики твёрдого тела физического факультета МГУ имени М. В. Ломоносова, директор Музея физического факультета МГУ (2006—2021). Заслуженный профессор МГУ (2001), заслуженный работник высшей школы Российской Федерации (2016). Президент Союза филателистов России (1992—2001), почётный президент Союза филателистов России (2018—2021). 

## Биография
Александр Сергеевич Илюшин родился 20 октября 1943 года в Кемерово (СССР), куда в годы Великой Отечественной войны был эвакуирован военный завод, на котором работали родители Илюшина. Отец — инженер, конструктор боеприпасов, мать — руководитель измерительной лаборатории. После войны семья вместе с заводом переехала в подмосковный город Железнодорожный.

### Образование
В 1961 году А. С. Илюшин с серебряной медалью окончил среднюю школу № 2 города Железнодорожный Московской области, поступил на физический факультет МГУ имени М. В. Ломоносова.
В 1964 году А. С. Илюшин был распределён на кафедру физики твёрдого тела, на которой проработал всю дальнейшую жизнь. В 1967 году он окончил физический факультет МГУ МГУ имени М. В. Ломоносова.
В 1967—1971 годы — учёба в аспирантуре кафедры физики твёрдого тела.

### Научная деятельность
В 1971 году защитил диссертацию на соискание учёной степени кандидата физико-математических наук. Тема — «Метастабильные состояния в сплавах Fe-Mn-Al, Fe-Co-Ti и ТИКОНАЛ». Научный руководитель — доктор физ.-мат. наук, профессор М. И. Захарова.
В 1974–1975 году в составе группы из 50 советских специалистов проходил 10-месячную стажировку в США.
С 1987 года по 2021 год А. С. Илюшин — заведующий кафедрой физики твёрдого тела.
В 1989 году он защитил диссертацию на соискание учёной степени доктора физико-математических наук.
Тема — «Структурные фазовые переходы и спиновые переориентации в редкоземельных фазах Лавеса».
В 1992—1995 годы — заместитель декана по научной работе.
С 2006 по 2021 год — директор Музея физфака МГУ.
Учёное звание — профессор (1993).
Профессор Илюшин А. С. — автор свыше 250 научных трудов, 7 монографий и учебных пособий. Им подготовлены 1 доктор и 26 кандидатов физ.-мат. наук.

### Творческая деятельность
Увлечение А. С. Илюшина — филателия. В начальных классах средней школы А. С. Илюшин начал собирать марки по теме «спорт». Он переписывался с другими юными филателистами из Чехословакии, Польши, Албании, ГДР, обмениваясь с ними марками.
С 1972 г. А. С. Илюшин — член Всесоюзного общества филателистов (Союза филателистов СССР).
В 1974 году во время стажировки в США он вступил в Американское филателистическое общество, став в нём первым представителем СССР.
Илюшин А. С. — один из организаторов Союза филателистов России (СФР), его первый президент (1992–2001), член Президиума Исполнительного совета СФР (2001–2009), президент СФР (с 2009), почётный президент СФР (с 2018). Он являлся почётным членом трёх филателистических Союзов — России, Армении и США, членом Королевского филателистического общества (Великобритания), Словацкой Академии филателии (Словакия), Американского общества коллекционеров цельных вещей (США), Британского общества коллекционеров цельных вещей (Великобритания), членом тематических филателистических обществ «Химия и физика на марках» (США) и «Технотема» (ФРГ), членом Комиссии Федерального агентства связи по государственным знакам почтовой оплаты и редакционной коллегии по выпуску каталогов государственных знаков почтовой оплаты.
Илюшин А. С.  — участник многих Всемирных, Европейских, международных и национальных филателистических выставок. Он являлся членом коллегий жюри Международной федерации филателии (FIP, с 1988 года) и Союза филателистов России (1986). Он участвовал в работе международных жюри более 40 Всемирных, Европейских и международных филателистических выставок. В 1997 году он был вице-президентом жюри Всемирной филателистической выставки «Москва-97», в 2007 году — президентом жюри Всемирной филателистической выставки «Санкт-Петербург–2007». В 1995–1997 годы — вице-президентом Организационного Комитета Всемирной филателистической выставки «Москва–97». За свои творческие достижения имел многочисленные награды.
Скончался А. С. Илюшин 12 апреля 2021 года в Москве (Россия).

## Вклад в науку
Профессором Илюшиным А. С. «впервые был обнаружен ряд новых физических эффектов: дисторсионные фазовые переходы и спонтанная внутренняя магнитострикция, в редкоземельных фазах Лавеса, проведено их полное структурное исследование и установлен атомно-структурный механизм спонтанной магнитострикции, предложены и разработаны методы управления энергией магнито-кристаллической анизотропии и магнитострикцией в этом классе магнитных материалов с помощью различных физических факторов (концентрация, температура, давление и пр.)».

## Перечни научных трудов
- Книги в системе "ИСТИНА"
- Статьи в системе "ИСТИНА"
- Труды в eLibrary.Ru

## Основные награды
- Заслуженный работник высшей школы Российской Федерации (2016)
- Почётный работник высшего профессионального образования Российской Федерации (2004)
- Заслуженный профессор МГУ (2001)
- Медаль «В память 850-летия Москвы» (1997)[1][8]